# Les Rêves de Hind et Camelia
Pour plus de détails, voir Fiche technique et Distribution.
Les Rêves de Hind et Camelia (Titre original : Ahlam Hind we Kamilia) est un film égyptien réalisé par Mohamed Khan sorti en 1988.

## Synopsis
Les deux amies Camelia et Hind, femmes de ménage vivant dans des familles bourgeoises, cherchent à s'évader pour trouver leur bonheur.

## Fiche technique
- Titre original : Ahlam Hind we Kamilia
- Titre français : Les Rêves de Hind et Camelia
- Réalisation : Mohamed Khan
- Scénario : Mustapha Gomaa, Mohamed Khan
- Directeur de la photographie : Mohsen Nasr
- Musique : Ammar Al-Chereï
- Montage : Nadia Shoukry
- Société de production : Al-Alamiya
- Pays :  Égypte
- Langue : Arabe
- Genre : Comédie dramatique
- Durée : 1h49 minutes
- Année de production : 1988

## Distribution
- Naglaa Fathi : Camelia
- Aida Reyad : Hind
- Ahmed Zaki : Eid